# Domenico Robusti
Domenico Robusti (Venezia, 1560 – Venezia, 17 maggio 1635) è stato un pittore italiano, erede del padre Jacopo, noto come il Tintoretto.

## Biografia

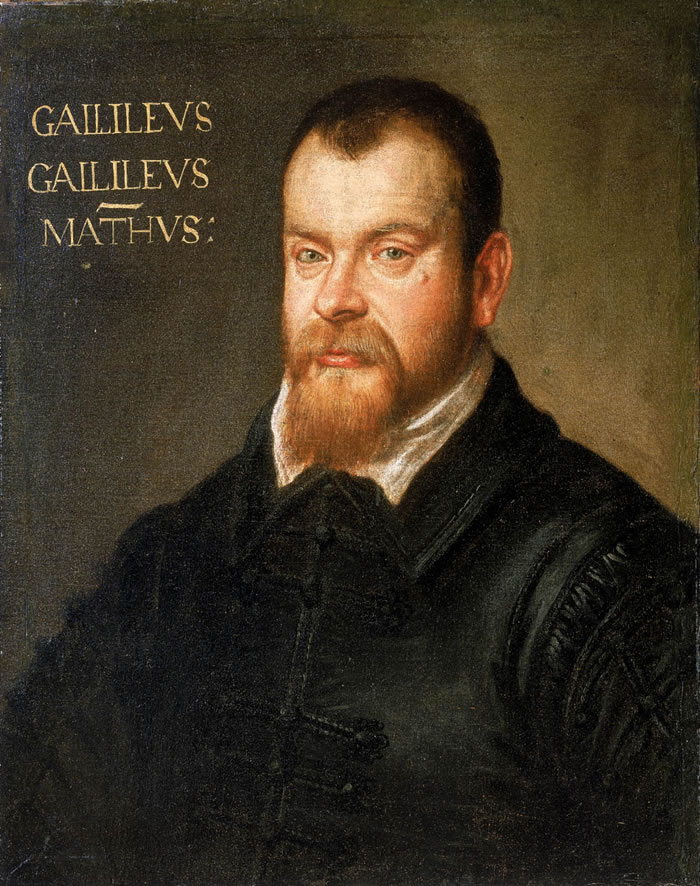
Galileo Galilei ritratto da Domenico Robusti

Affiancò il padre nel lavoro di bottega, aiutandolo sempre più man mano che l'età del genitore avanzava, rendendogli più difficoltoso il lavoro: alla sua morte, prese le redini della bottega, che però non brillò più come quando era gestita dal padre. Più che nelle grandi composizioni con diverse figure, eccelse invece nei ritratti: nel 1605 ne eseguì uno di Galileo Galilei.

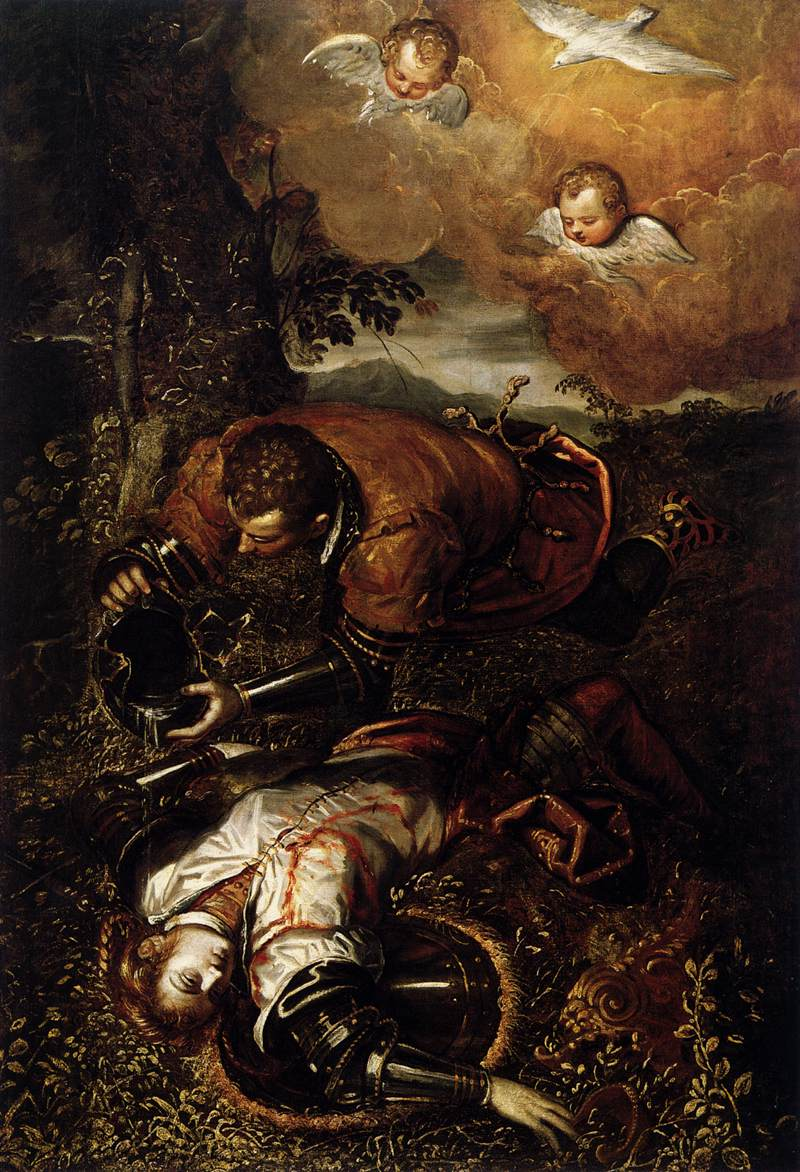
Domenico Tintoretto, Tancredi battezza Clorinda, 1585, Museum of Fine Arts, Houston.

## Opere
- Tancredi battezza Clorinda, 1585, Museum of Fine Arts, Houston
- Maddalena penitente, 1598-1602, Musei Capitolini, Roma